# OpenAlex
OpenAlex és un catàleg bibliogràfic d'articles científics, autors i institucions accessibles en mode d'accés obert, anomenat en referència a la Biblioteca d'Alexandria. Creada el gener de 2022 per OurResearch a partir d'una base de dades bibliogràfica proporcionada gratuïtament per Microsoft, la iniciativa competeix amb productes comercials com Web of Science de Clarivate o Scopus d'Elsevier, i es complementa amb eines bibliomètriques.

## Història
El 31 de desembre de 2021 la base de dades de Microsoft Academic Graph (MAG) deixà d'actualitzar-se. L'organització sense ànim de lucre OurResearch va proposar la creació d'una base de dades bibliogràfica d'accés obert, OpenAlex, amb l'ambició d'oferir un catàleg totalment obert del sistema de recerca global. OpenAlex es va llençar el gener del 2022, incloent la informació de MAG, així com una API gratuïta. El seu nom està inspirat en la Biblioteca d'Alexandria, que va crear el primer catàleg bibliogràfic de la història de la humanitat.
El setembre de 2023, la Universitat de Leyden va anunciar que ara utilitzaria OpenAlex per establir el seu rànquing d'institucions de recerca per al 2024. El desembre de 2023, la Universitat de la Sorbona va anunciar que es donava de baixa de Scopus a favor d'OpenAlex.
L'any 2024, el Ministeri de Recerca i Educació Superior francès es va comprometre a contribuir econòmicament al projecte, considerant-lo "com una infraestructura de ciència oberta crucial".
A 2024, OpenAlex inclou metadades de 209 milions d'obres com articles de revistes i llibres; 13 milions d'autors amb identitats desambiguades; metadades per a 124.000 llocs que allotgen obres, incloses revistes i repositoris en línia; metadades per a 109.000 institucions; i 65.000 conceptes de Wikidata, que estan enllaçats algorítmicament amb obres mitjançant un classificador jeràrquic automatitzat de multietiqueta. El març del mateix any va anunciar que havien rebut una beca de 7,5 milions de dòlars de la iniciativa filantròpia Arcàdia, amb l'objectiu de convertir OpenAlex en una alternativa real i oberta a les solucions empresarials privades.

## Usos
OpenAlex és utilitzat per les universitats per mesurar el progrés dels seus equips de recerca en termes d'obertura de publicacions o de compliment dels objectius de desenvolupament sostenible. OpenAlex es basa en les dades de DOAJ, així com en les d'Unpaywall per indicar l'estat (tancament o obertura) i la ruta utilitzada per a l'accés obert (accés obert en versió or, verd, bronze o híbrida), i en les sol·licituds d'Aurora per qualificar el obres indexades segons els objectius de desenvolupament sostenible definits per les Nacions Unides. També fa servir informació de Crossref i ORCID. El 2024 l'API tenia un volum d'ús de 115 milions de consultes mensuals.
Un estudi fet el 2024 demostra que OpenAlex és especialment bo indexant revistes amb criteri diamant, amb més de 12.500 capçaleres indexades, incloent més del 60% de totes les revistes Diamant OA que no es troben a WoS ni a Scopus.